# Episodi de La spada della verità (seconda stagione)
La seconda e ultima stagione della serie televisiva La spada della verità è stata trasmessa negli Stati Uniti in Syndication dal 7 novembre 2009 al 22 maggio 2010.
In Italia, è stata trasmessa in prima visione sul canale satellitare Sky Uno dal 2 novembre 2010 all'11 gennaio 2011. In chiaro è inoltre trasmessa su Rai 2 dal 26 giugno 2012.
La stagione è tratta da Stone of Tears e Blood of the Fold della saga di Terry Goodkind, in Italia pubblicata da Fanucci (che ha diviso i primi quattro libri originali in due parti) con il titolo di Il guardiano delle tenebre e La pietra delle lacrime per il primo e La stirpe dei fedeli e L'ordine imperiale per il secondo.
| nº | Titolo originale | Titolo italiano      | Prima TV USA     | Prima TV Italia  |
| -- | ---------------- | -------------------- | ---------------- | ---------------- |
| 1  | Marked           | Il marchio           | 7 novembre 2009  | 2 novembre 2010  |
| 2  | Baneling         | I Baneling           | 14 novembre 2009 | 2 novembre 2010  |
| 3  | Broken           | Cara                 | 21 novembre 2009 | 9 novembre 2010  |
| 4  | Touched          | Annabelle            | 28 novembre 2009 | 9 novembre 2010  |
| 5  | Wizard           | Il mago              | 5 dicembre 2009  | 16 novembre 2010 |
| 6  | Fury             | Gli Obbedienti       | 12 dicembre 2009 | 16 novembre 2010 |
| 7  | Resurrection     | Resurrezione         | 9 gennaio 2010   | 23 novembre 2010 |
| 8  | Light            | Luce                 | 16 gennaio 2010  | 23 novembre 2010 |
| 9  | Dark             | Oscurità             | 23 gennaio 2010  | 30 novembre 2010 |
| 10 | Perdition        | La valle dei perduti | 30 gennaio 2010  | 30 novembre 2010 |
| 11 | Torn             | L’amuleto di Oloron  | 13 febbraio 2010 | 7 dicembre 2010  |
| 12 | Hunger           | Fame                 | 20 febbraio 2010 | 7 dicembre 2010  |
| 13 | Princess         | La principessa       | 27 febbraio 2010 | 14 dicembre 2010 |
| 14 | Bound            | Il legame            | 20 marzo 2010    | 14 dicembre 2010 |
| 15 | Creator          | Il Creatore          | 27 marzo 2010    | 21 dicembre 2010 |
| 16 | Desecrated       | Il Nygaax            | 10 aprile 2010   | 21 dicembre 2010 |
| 17 | Vengeance        | La vendetta          | 17 aprile 2010   | 28 dicembre 2010 |
| 18 | Walter           | Walter               | 24 aprile 2010   | 28 dicembre 2010 |
| 19 | Extinction       | Estinzione           | 1º maggio 2010   | 4 gennaio 2011   |
| 20 | Eternity         | Eternità             | 8 maggio 2010    | 4 gennaio 2011   |
| 21 | Unbroken         | Annullamento         | 15 maggio 2010   | 11 gennaio 2011  |
| 22 | Tears            | Lacrime              | 22 maggio 2010   | 11 gennaio 2011  |

## Il marchio
- Titolo originale: Marked
- Diretto da: Mark Beesley
- Scritto da: Ken Biller e Stephen Tolkin

### Trama
Darken Rahl, dopo essere stato sconfitto e ucciso, si ritrova nel Mondo Sotterraneo controllato dal Guardiano delle Tenebre. A quel punto decide di mettersi al servizio del Guardiano e lo avverte che Richard potrebbe essere un pericolo. Il Guardiano manda in superficie un mostro attraverso uno squarcio tra il mondo dei viventi e quello dei morti. Richard, Kahlan e Zedd riescono a metterlo in fuga scoprendo che lo squarcio si è creato quando gli Scrigni dell'Orden sono esplosi. Richard scopre anche che lui è il secondogenito di Panis Rahl, il padre di Darken Rahl e legittimo Re/Lord di D'Hara. Alla loro avventura si unisce la Mord-Sith che aveva aiutato il Cercatore a uccidere Rahl, Cara.

## I Baneling
- Titolo originale: Baneling
- Diretto da: Michael Hurst
- Scritto da: Chad Fiveash e James Stoteraux

### Trama
Richard scopre che l'unico modo per chiudere lo squarcio è recuperare la Pietra delle Lacrime. Nel tentativo di recuperarla scopre che in un campo d'Hariano ci sono prigionieri innocenti e decide di salvarli. Nel frattempo uno dei prigionieri muore e Richard scopre che i morti possono tornare in vita, grazie a un patto col Guardiano, diventando dei Baneling.

## Cara
- Titolo originale: Broken
- Diretto da: Nicki Paluga
- Scritto da: Chris Martin-Jones

### Trama
Mentre è in viaggio per cercare la Pietra delle Lacrime, Kahlan ha una visione di una bambina cieca che le preannuncia che lei sarà l'ultima depositaria ancora in vita. Kahlan rivela il suo sogno a Zedd, che le dice che la bambina era una profeta e quindi quello che ha predetto si avvererà. Kahlan decide di andare a Valeria per assicurarsi che ci siano altre depositarie in vita, ma prima che lei parta Cara però rivela che prima della morte di Darken Rahl ha guidato lei stessa la distruzione di Valeria e di essere stata lei a uccidere la sorella Dennee, insieme a tutte le altre depositarie presenti a Valeria. Piena di rabbia, Kahlan viene posseduta dalla Furia del Sangue e cerca vendetta contro Cara, ma Richard riesce a separarle e ordina a Cara di andare ovunque lei voglia, ma lontano da loro, altrimenti Kahlan la ucciderà. Cara, non sapendo dove andare, torna a casa di sua sorella maggiore. La sorella l'accoglie a braccia aperte, ma il cognato non la vede di buon occhio e così la fa catturare dalle guardie. Intanto il generale della città dove è imprigionata Cara corre a chiamare la madre depositaria (Kahlan) per chiederle di far morire di confessione la Mord'Sith e Kahlan accetta di buona volontà, ancora accecata dalla rabbia che prova per Cara. Richard però, trovando sbagliato quello che vuole fare a Cara, le chiede di fare un giusto processo a Cara, facendo poi decidere la sua sorte a tre degli anziani più imparziali che ci siano nella città. Kahlan accetta, ma si chiede cos'abbia Cara che fa sempre muovere Richard in suo soccorso. 
Una volta arrivati in città, Richard va da Cara e le dice che lui la salverà ma Cara non vuole il suo aiuto, dicendo che preferirebbe morire da Mord'Sith piuttosto di strisciare ai piedi di qualcuno per avere salva la vita. Nonostante il suo rifiuto, Richard decide di tentare di salvare comunque, e chiede alla sorella di Cara di parlare di lei quando era bambina. Si scopre così che Cara, da bambina, era incapace di fare del male a chiunque e che voleva molto bene al padre. Cara, sentendo le parole che rivolgeva al padre, decide di rivelare di aver ucciso il padre e di non aver nessun rimpianto. Questo perché il padre non era perfetto come l'aveva dipinto la sorella, ma l'aveva venduta alle Mord'Sith (per questo loro sapevano dov'era) e che era tornato da loro perché gli voleva vendere anche l'altra. Sentito questo, Kahlan vuole impedire alla città di rivivere di nuovo quel dolore e quindi vorrebbe farla finita, ma Richard non permette che Cara venga uccisa perché lui è convinto del fatto che lei sia cambiata e non sia più cattiva come un tempo. Interviene nel processo anche la maestra di Cara dicendo che Cara era un'ottima bambina, gentile e carina con tutti, e che apprendeva le cose molto velocemente. Richard chiede a Cara chi sia quella donna, e Cara rivela che lei non era solo la maestra di scuola di quando era bambina e quindi di quando era al villaggio, ma era anche la persona che gli aveva insegnato tutto quello che sapeva di come essere una Mord'Sith e di come sopportare il dolore. Anch’ella è quindi una Mord’Sith. 
Finito il processo, sia Cara che la sua maestra vengono condannate a morte per confessione e Kahlan accetta di fare da "boia", mentre Richard non è affatto contento della decisione della giuria e della madre depositaria. Kahlan confessa prima la maestra, che una volta confessata rivela che il padre di Cara non aveva mai venduto né Cara né voleva vendere sua sorella, ma l'avevano rapito il giorno dopo che avevano rapito Cara e lo torturavano ogni giorno per costringerlo a fargli dire a sua figlia che l'aveva venduta, ma lui si rifiutava ogni volta che glielo chiedevano perché l'amore per sua figlia era più forte di qualsiasi tortura potevano infliggergli. Le Mord'Sith decisero quindi di bruciargli la gola, così che non avrebbe più potuto dire niente. Dopodiché, portarono il padre da Cara e le dissero che il padre l'aveva venduta alle Mord'Sith e che provava troppa vergogna per poter parlare, ma il padre non potendo più parlare non poteva dire il contrario, e Cara credendo alle Mord'Sith, lo uccise. 
Cara allora prova rimpianto per quello che ha fatto, e chiede a Kahlan di ucciderla, ma Kahlan si rifiuta di farlo. Allora, la popolazione della città che era venuta per vedere la morte delle Mord'Sith, decise che l'avrebbero uccisa loro in quel momento. Richard però si oppone e protegge Cara, salvandola. A fine puntata, Cara decide di non rimanere a casa di sua sorella perché le ricorderebbe troppe cose dolorose, ma quando sta per lasciare la casa della sorella arrivano Kahlan, Richard e Zedd che le dicono che Kahlan ha deciso di accettare Cara nel loro gruppo, almeno finché proteggerà Richard.

## Annabelle
- Titolo originale: Touched
- Diretto da: Garth Maxwell
- Scritto da: Arika Lisanne Mittman

### Trama
Kahlan viene a sapere dell'esistenza di un'altra Depositaria. Questa, Annabelle, è prigioniera del padre in una torre; egli è terrorizzato dal potere delle Depositarie dal momento che fu confessato dalla madre della ragazza, morta dopo la sua nascita, con lo scopo di garantire una discendenza. Arrivata al castello la compagnia è informata da una serva che Annabelle è stata rapita e il padre è morto avvelenato. Così il gruppo parte per salvarla da un incantatore che si serve di un amuleto per raccogliere il potere delle Depositarie. Annabelle, dopo aver involontariamente confessato un ragazzo in viaggio con i protagonisti ed essersene innamorata, confessa temporaneamente il Cercatore.

## Il mago
- Titolo originale: Wizard
- Diretto da: Jonathan Brough
- Scritto da: Stephen Tolkin

### Trama
Una profezia dice che Richard è destinato a fallire e Shota fa un incantesimo a Zedd per farlo ringiovanire. Ringiovanendo, però, Zedd non ricorda più niente della missione e dei suoi compagni di viaggio, così Shota gli spiega che lui deve nominare un nuovo Cercatore, perché Richard fallirà. Zedd scappa in una cittadina ed elegge a sua principessa una prostituta che aveva conosciuto il giorno prima, nominando una sua corte e un suo castello. Così, credendosi il mago più potente del mondo, si nomina Cercatore e promette di sigillare lo squarcio. Mentre Zedd e la sua corte si recano a sigillare lo squarcio, la principessa muore e nel mondo sotterraneo Lord Rahl le offre di tornare in vita per uccidere il mago. Lei accetta, così, quando si risveglia, Zedd pensa di avere un potere più forte del Guardiano e con la Spada della Verità si reca allo squarcio arrivando a scontrarsi con Darken Rahl in un duello mortale.

## Gli Obbedienti
- Titolo originale: Fury
- Diretto da: Andrew Merrifield
- Scritto da: Raf Green

### Trama
Richard, Kahlan, Zedd e Cara incontrano una comunità di pacifisti, gli Obbedienti, che, seguendo la volontà del Creatore, non usano alcun tipo di violenza e per questo vengono continuamente schiavizzati e sfruttati da alcuni uomini. Richard si offre di insegnare loro a combattere, ma la capovillaggio rifiuta il loro aiuto. Suo figlio, però, dice di essere stanco di questa loro religione e, insieme a un altro gruppo di Obbedienti, comincia ad allenarsi con Richard e Kahlan. Appena impugna l'arma, tutti gli Obbedienti cadono a terra privi di sensi. Zedd identifica un potente sigillo che gli impedisce di combattere e lo assorbe dentro di sé, ciò lo rende debole e incapace di usare la magia per alcuni giorni. Man mano che gli allenamenti si susseguono, Richard diventa sempre più violento nei suoi insegnamenti, fin tanto che un giorno ferisce un uomo. Inoltre viene a sapere che è un mago, considerato da molti molto potente e a tratti oscuro, discendente dei Rahl e dei Zorander, due famiglie con magia potentissima.

## Resurrezione
- Titolo originale: Resurrection
- Diretto da: Jesse Warn
- Scritto da: Mike Sussman

### Trama
Richard scopre che un generale d'Hariano, Dirx, vuole proclamarsi nuovo lord Rahl, sottomettendo tutti gli altri generali d'Hariani. Attraverso un suo soldato, confessato da Kahlan, viene a sapere dove alloggia il generale e che per sottomettere gli altri generali e i loro villaggi natali usa dei sussurratori (oggetti magici che liberano le urla del popolo ombra e che uccidono chiunque li ascolti) così Richard e Cara vanno a cercare il generale e Zedd e Kahlan fermano i soldati che trasportavano i sussurratori e rendono innocuo quello già attivato. Richard e Cara arrivano a una casa di prostitute dove dovrebbe alloggiare il generale Dirx. Scoprono che la proprietaria è Denna (la ex-Mord'Sith innamorata di Richard, che cercò di addestrarlo per fargli uccidere Kahlan) e lei li informa che Dirx è già ripartito dalla sua casa. Richard non si fida, così decide di restare e di mandare Cara a chiamare Zedd e Kahlan e lei, pur riluttante, deve accettare. Richard, intanto, conosce Lucinda, una prostituta al servizio di Denna che gli racconta che Denna ha indetto una riunione con tutti i generali e che Dirx non ha mai lasciato il palazzo.
Richard tenta di scoprire la verità ma Denna lo cattura insieme a Lucinda. Mentre Richard è prigioniero, Cara raggiunge il posto dove si sarebbero dovuti incontrare con Zedd e Kahlan ma lì viene attaccata da Lucinda, che in realtà è Denee, la sorella di Kahlan, richiamata dal mondo sotterraneo grazie a un incantesimo dell'incantatore di Denna. Infatti, dopo aver ucciso Lucinda, l'incantatore può richiamare un qualsiasi spirito e immetterlo in un qualsiasi corpo, resuscitandolo con l’Alito di Vita di Denna. Il suo compito era quello di uccidere Cara per impedirle di raccontare tutto a Zedd e Kahlan, che spiega a Denee che Cara, la sua assassina, è cambiata da quando sta con loro. Così ripartono, ma a un certo punto Cara informa il resto del gruppo che le sue Agiel non funzionano più, questo significa che Richard è morto, facendo dunque estinguere la casata dei Rahl essendo l’ultimo membro vivente. 
Infatti Denna, dopo aver addestrato il generale Dirx, gli ordina di uccidersi; il suo scopo è quello di immettere nel corpo di Richard lo spirito del generale Dirx, oramai sotto il suo controllo e per far questo era necessario che Richard morisse.
Dirx, fingendo di essere Richard, si proclama nuovo lord Rahl, sotto il controllo segreto di Denna, e quando Cara, Zedd, Kahlan e Denee, nascostisi, vedono da lontano Richard lo trovano al comando delle intere fanterie d’hariane.
Zedd intuisce che c'è qualcosa che non va e nella notte lui e Denee tornano nei sotterranei del bordello, dove c’è l’incantatore che viene bloccato dal mago prima che uccida la depositaria, che lo confessa e lo obbliga ad attuare l’incantesimo per resuscitare le anime di Lucinda e Richard, ma egli dice che la pozione basta per un solo incantesimo. Kahlan e Cara, invece, si intrufolano nella tenda di Richard e tentano di ucciderlo. Purtroppo assieme a lui c'è Denna e comincia un duello, Kahlan riesce a colpire Dirx-Richard ma Denna minaccia Cara, che si libera e atterra l’ex-consorella; in quel momento arrivano le truppe d’hariane, ma quando ormai sembra la fine arriva il soldato che Kahlan aveva confessato con un sussurratore. L'esercito dei D’Hariani si ritira dicendo a Denna di non eseguire i suoi ordini ma quelli di Lord Rahl, che è morto. Lo spirito di Richard ritorna nel suo corpo e vien resuscitato da Cara, ma purtroppo Denna ha rubato la bussola e fugge assieme a essa. Cara chiede scusa a Denee, che non riesce a perdonare la sua carnefice, e la depositaria decide di vivere con la famiglia di Lucinda (la madre, che capisce non sia sua figlia, e il bambino, allevandolo come fosse suo). I nostri si danno alla ricerca di Denna e della bussola.

## Luce
- Titolo originale: Light
- Diretto da: Jonathan Brough
- Scritto da: Chad Fiveash e James Stoteraux

### Trama
Denna, scappata dall'accampamento dove Cara e Kahlan avevano ucciso Dirx nel corpo di Richard, cattura Zedd. Richard, Kahlan e Cara partono alla ricerca del mago, ma devono fermarsi spesso a causa di misteriosi e fortissimi mal di testa che colpiscono Richard. Kahlan è molto preoccupata; a un certo punto si presentano le Sorelle della Luce, servitrici del Creatore, e sostengono che Richard è un mago e i mal di testa sono causati dal fatto che il suo Han (la sua forza magica) è represso, Cara è molto scettica e non permette loro di toccare Richard. Le tre sorelle affermano che qualora Richard non riuscisse a controllare i suoi poteri, questi potrebbero ucciderlo; il cercatore si rifiuta di credere di essere un mago ma il dolore che lo trafigge spietato non gli lascia scelta se non concedere loro una possibilità di portarlo al Palazzo dei Profeti, nel Vecchio Mondo, dove potrà esser addestrato da mago.

## Oscurità
- Titolo originale: Dark
- Diretto da: Garth Maxwell
- Scritto da: Nicki Paluga

### Trama
Raggiunto il Palazzo dei Profeti, Richard inizia l'addestramento con Sorella Verna, mentre Zedd decide di nominare un nuovo Cercatore. Richard scopre da Sorella Nicci un misterioso segreto riguardante il Palazzo dei Profeti, ma Sorella Nicci potrebbe mentire. Richard, dopo aver scoperto che Sorella Nicci è una Sorella dell'Oscurità, servitrice del Guardiano, abbandona il Palazzo dei Profeti per tornare dai suoi compagni, ma arriva in una valle incantata.

## La valle dei perduti
- Titolo originale: Perdition
- Diretto da: Mark Beesley
- Scritto da: Charley Dane

### Trama
Richard, per scappare dal Palazzo dei Profeti, è vittima della magia della Valle dei Perduti, che tramuta in realtà i suoi incubi peggiori. Intanto, le Sorelle dell'Oscurità, al servizio del guardiano, progettano di uccidere la Madre Depositaria, poiché la nuova e recente profezia del Palazzo dice che finché lei vivrà il Guardiano fallirà. Il gruppo, guidato dal nuovo Cercatore Leo, prima vera fiamma di Cara, raggiunge il Palazzo dei Profeti per incontrare Richard, ma scoprono che la Matriarca li ha ingannati e li vuole tenere prigionieri per salvare così la vita a Kahlan. Dopo aver portato dalla loro parte Sorella Verna e fermato la Matriarca, raggiungono la Valle dei Perduti dove si trovano ad affrontare le Sorelle dell'Oscurità. Richard, avendo scoperto che ciò che vedeva erano solo allucinazioni, accorre in aiuto dei suoi amici, ma nello scontro morirà Leo per salvare Kahlan dal fuoco di Nicci.

## L'amuleto di Oloron
- Titolo originale: Torn
- Diretto da: Chris Martin-Jones
- Scritto da: Kristine Huntley (soggetto); Arika Lisanne Mittman (sceneggiatura)

### Trama
Con l'amuleto di Oloron, Kahlan e Zedd fanno ritorno ad Aydindril, per ristabilire la legge e l'ordine della Madre Depositaria. Durante l'utilizzo dell'amuleto però, Kahlan si divide in due, mostrando parti molto controverse del suo carattere: l’innamorata, irragionevole e senza poteri rimane con Richard e Cara, mentre la ragionevole e giustiziera ma spietata è con Zedd e confessa il Lord Reggente, il principe Fyren, iniziando a governare Aydindril. Ma Richard e Fyren, dopo una notte di amore, potrebbero aver ingravidato le due Kahlan.

## Fame
- Titolo originale: Hunger
- Diretto da: Michael Hurst
- Scritto da: Raf Green e Ken Biller

### Trama
Il fratello di Zedd comincia a vendere una pozione miracolosa per la cura dello stato di Baneling. Nel tentativo di scoprire l'origine di una serie di rapimenti degli abitati di un villaggio Cara viene uccisa. La Mord-Sith si trova costretta a stringere il patto con il Guardiano per continuare a proteggere Richard, diventando una Baneling. Arrivati nel luogo dove vengono tenuti i rapiti del villaggio si scopre che la ragione dei rapimenti è creare delle "scorte" di persone che vengono vendute ai Baneling, il cui patto con il Guardiano delle Tenebre prevede che debbano uccidere una persona ogni giorno per rimanere in vita.

## La principessa
- Titolo originale: Princess
- Diretto da: Garth Maxwell
- Scritto da: Stephen Tolkin

### Trama
Le sorelle dell'Oscurità, con l’aiuto di una Mord-Sith, riescono a riportare in vita sorella Nicci (in un altro corpo) la quale progetta un nuovo piano per uccidere Kahlan. Il piano prevede il rapimento di Kahlan e la sua condanna a morte presso il castello del Margravio di Rothenberg, l'unico luogo dove la magia non ha alcun potere. Il Margravio tramite sorella Nicci chiede al Guardiano delle tenebre l'immortalità per sé e per la sua corte in cambio dell'uccisione della depositaria che viene rinchiusa nelle prigioni del castello fino a che sorella Nicci non porterà il patto firmato col sangue dal Guardiano in persona.
Intanto Zeddicus, Richard e Cara decidono di prendere il posto di una principessa e del suo seguito che si stavano recando dal Margravio proprio per partecipare a una sorta di selezione della nuova moglie, non potendo usare la magia all'interno del castello devono travestirsi Cara interpreterà la principessa, Zedd l'anziana zia e Richard il fratello (la cui fama di don Giovanni è nota alla corte).
Intanto nella sala da pranzo Richard e Zedd vengono riconosciuti dalle sorelle dell'Oscurità e ne nasce una colluttazione, vistisi scoperti corrono verso l'ingresso delle prigioni dove trovano anche Cara con la chiave, dopo aver aperto il portone e fatto uscire Kahlan affrontano tutti insieme le guardie e Sorella Nicci avendo la meglio. Sorella Nicci vistasi sconfitta e non potendo usare la magia all'interno del castello si butta dalla finestra (presumibilmente senza conseguenze visto che fuori dal castello riacquista i suoi poteri).

## Il legame
- Titolo originale: Bound
- Diretto da: Chris Martin-Jones
- Scritto da: Arika Lisanne Mittman e Nicki Paluga

### Trama
Le sorelle dell'Oscurità a seguito del fallimento di Sorella Nicci decidono di eliminarla per fare questo si eliminano gradualmente l'una con l'altra in modo che le superstiti acquisiscano lo han di tutte le sorelle uccise, in questo modo rimangono in quattro (ma ciascuna con l'han di 40) e affrontano sorella Nicci, la quale però riesce a scappare. Una volta nascosta, rievoca Darken Rahl e viene a sapere che il Guardiano è molto deluso da lei, perciò decide di elaborare un piano per rientrare nelle grazie del Guardiano: utilizza tutto il suo han per lanciare un incantesimo della Maternità su Kahlan (qualunque cosa accade a Nicci, si ripercuote sulla Depositaria) e si consegna a Cara che la conduce dal gruppo. Zedd riconosce subito l incantesimo della Maternità e si rende conto che quindi non possono eliminare Nicci la quale, infatti, si è fatta catturare apposta perché sa che in quelle condizioni Richard sarà costretto a sottostare alla sua volontà. Nicci costringe così Richard a partire con lei alla ricerca della pietra delle lacrime per consegnarla al Guardiano lasciando Zedd, Cara e Kahlan nella foresta. Richard, quindi, parte con Nicci e sarà anche costretto a proteggerla dalle altre sorelle dell'oscurità che vogliono rubarle l'han; intanto Zedd si prodiga per spezzare l'incantesimo della Maternità ma per farlo sarà necessario rinnovare il legame materno tra Kahlan e la madre che però è morta, quindi l'unico modo per farlo è rievocarne lo spirito.
Richard e Nicci subiscono un primo attacco dalle sorelle dell'oscurità in cui Nicci si ferisce alla mano riflettendo lo stesso su Kahlan, poi rimane bloccata su una mina e Richard la mette in salvo prendendosi cura di lei come se fosse l'amata depositaria.
Kahlan è invece partita insieme a Zedd e Cara alla ricerca del padre perché l'unico modo per rievocare lo spirito della madre è fare un incantesimo usando qualcosa di caro al defunto e tutte le cose della madre le conserva il padre di cui però Kahlan ha solo brutti ricordi.
Nicci ha una ferita sulla mano che si sta infettando e Richard decide di fermarsi per farla medicare e si imbattono in due anziani contadini in grave difficoltà per un morbo che distrugge i raccolti e uccide le persone ma Nicci impedisce al cercatore di aiutarli perché la ritiene solo una perdita di tempo e proseguono finché non si fa notte e decidono di fermarsi in una locanda. Una volta arrivati Richard decide di ritornare in aiuto dei contadini approfittando che Nicci sta riposando ma una volta arrivato nell'abitazione li trova già uccisi dal morbo e intanto la Sorella, scoperto l'imbroglio si vendica facendosi picchiare e quasi stuprare da un uomo così da assicurare la stessa sorte a Kahlan.
Intanto la Depositaria scopre che il padre è in prigione, lo raggiunge e parlandoci scopre che effettivamente conserva ancora dei gioielli della madre ma che è disposto a darglieli solo se lo libera. Kahlan accetta il patto, libera il padre e si dirigono dove è nascosto il forziere; il luogo è ben sorvegliato da delle guardie che hanno preso possesso di tutte le proprietà del padre di Kahlan perciò aspettano la notte per recuperare i gioielli. Giunta la notte si appropinquano per prendere il forziere ma contemporaneamente Nicci si sta facendo picchiare e Kahlan subisce senza poter reagire richiamando l'attenzione delle guardie, perciò sono costretti a combattere.
Richard torna alla locanda e ferma Nicci, la cura, dando un po' di sollievo anche a Kahlan e si addormentano. Durante la notte Nicci viene morsa da un ragno molto velenoso inviato dalle Sorelle e l'unico antidoto proviene da dei fiori in una grotta molto vicina alla locanda proprio perché in questo modo Richard e Nicci, per salvare la depositaria, sono costretti a cadere nel imboscata delle Sorelle; Kahlan sta per morire mentre Zedd si accinge a compiere il contro incantesimo. Richard pur sapendo di cadere nella trappola delle Sorelle dell'oscurità conduce Nicci nella grotta e le dà l'antidoto che però sembra non sortire effetti. Convinto, quindi di aver perso la sua amata comincia a baciare Nicci sperando che quei baci arrivino fino a Kahlan, e poi improvvisamente Nicci si riprende. Allo stesso tempo Zedd riesce a spezzare l incantesimo invocando la madre di Kahlan così Nicci riacquista i propri poteri e riesce a uccidere tutte le Sorelle risparmiando però Richard.
Richard, Kahlan, Cara e Zedd si ricongiungono, ancora una volta sono riusciti a beffarsi del guardiano.
Nicci, ormai troppo forte, decide di non servire né il guardiano né nessun altro ma solo se stessa.

## Il Creatore
- Titolo originale: Creator
- Diretto da: Mike Smith
- Scritto da: Mike Sussman e Ken Biller

### Trama
Richard e i suoi amici incontrano Maya, una ragazza che sostiene di essere la reincarnazione terrena del Creatore. Effettivamente possiede un enorme potere e sembra sapere tutto su chiunque, anche cose che il soggetto ha mantenuto segrete. Tutti all'inizio sono diffidenti, ma Kahlan percepisce la sincerità della ragazza.
Maya sostiene che fino a quando Richard vivrà, il Guardiano sarà destinato a vincere. Quindi sottopone Richard a un lungo processo, per determinare se sia al servizio del Guardiano o della Luce. Durante il processo vengono rievocati alcuni avvenimenti passati in cui il comportamento di Richard sembra essere stato più vantaggioso per il Guardiano. Ulteriore prova della sua corruzione sarebbe il Marchio impostogli da Darken Rahl.
Cara nel frattempo va a investigare sulle origini della misteriosa ragazza in modo da capire se effettivamente possa essere il Creatore. In una cascina poco lontana trova il marito della ragazza tenuto prigioniero da alcune Sorelle della Luce, che affronta e uccide.
Immediatamente la voce che il Creatore si sarebbe reincarnato in un umano (diventando quindi vulnerabile) arriva fino al mondo sotterraneo, quindi Darken Rahl ordina ai Baneling di cercare questa ragazza.
Nel mondo di superficie intanto Maya giudica Richard colpevole di fare più gli interessi del Guardiano che quelli del Creatore, per cui decreta la sua condanna a morte. Cara torna in tempo con il marito della ragazza per svelare l'inganno. Maya, plagiata dalle ambizioni della madre è stata convinta di essere la reincarnazione del Creatore. Il suo straordinario potere deriva invece dagli Han che tutte le Sorelle della Luce le hanno donato spontaneamente per fermare il Cercatore.
Darken Rahl intanto riesce a sapere dove si trova il presunto Creatore e ne informa il Guardiano, il quale gli ordina di aprire uno squarcio in quel punto per portare il Creatore da lui. Maya utilizza tutto il potere che possiede per fermare l'apertura dello squarcio, e vi riesce, ma esaurisce completamente il suo Han. Infine, convinta dalle parole della Madre Depositaria, Maya accetta di riconoscere la sincerità di Richard.

## Il Nygaax
- Titolo originale: Desecrated
- Diretto da: Garth Maxwell
- Scritto da: Chad Fiveash e James Stoteraux

### Trama
Kahlan organizza la festa di compleanno di Richard con tanto di spettacolo di magia, ma proprio durante questo spettacolo sia lei che Cara vengono rapite dall'incantatore, il quale ricatta il cercatore ordinandogli di uccidere 5 ragazzi in cambio della vita di Kahlan e Cara, e dandogli 24 ore di tempo per decidere.
Naturalmente Richard non intende sottostare al ricatto e inizia a investigare. Intanto il cerchio delle ricerche di Kahlan e Cara si restringe alla necropoli ed è chiaro che sono richiuse in una tomba, ma l'incantatore riesce con un trucco a dirottare i soccorritori su una tomba particolare dove è sepolto il Nygaax, una sorta di mummia, la tomba è protetta da un incantesimo che Zedd riesce a infrangere ma libera la creatura, è chiaro a questo punto che l'incantatore, sapendo bene che Richard non avrebbe mai ceduto al ricatto, ha voluto usare il potere di Zedd per aprire quella tomba e liberare il Nygaax.

## La vendetta
- Titolo originale: Vengeance
- Diretto da: Michael Hurst
- Scritto da: Charley Dane

### Trama
Darken Rahl convince Zedd e Thaddicus che suo padre, Panis Rahl, è ancora vivo. I due fratelli, che da anni progettavano una vendetta contro l'assassino del loro padre Carracticus, si mettono sulle sue tracce. Panis Rahl ha però un piano già pronto: si sta dirigendo a cercare il suo secondo figlio, Richard Rahl. L’episodio si incentrerà sull’assassinio del bisnonno di Richard, ovvero il padre di Zedd, e nel finale di Panis, sacrificatosi durante uno scontro con le Sorelle dell’Oscurità, durante il quale Sorella Marianna ruberà la pergamena.

## Walter
- Titolo originale: Walter
- Diretto da: Andrew Merrifield
- Scritto da: Stephen Tolkin e Ken Biller

### Trama
Richard e i suoi compagni sono alla ricerca di sorella Marianna, che ha rubato la pergamena. Intanto un uomo con un passato da fedele di Rahl racconta a tutti, bevendo in una locanda, di una storia molto veritiera su lui e un suo amico.
6 mesi prima, il capitano Malray (l’uomo che racconta la storia) a seguito della morte di Darken Rahl si dilegua dall’esercito d’hariano, liberando il prigioniero sciocco Walter e proponendogli un affare: conquistare la fiducia del popolo. Infatti Walter è il sosia di Lord Rahl, di cui era schiavo per motivi personali di Rahl. Il capitano lo prepara al perfetto ruolo per ingannare d’innanzitutto le Mord-Sith, del palazzo del tesoro di Rahl, comandate da Garen. Ma durante il viaggio per tornare al “Palazzo del Popolo”, il generale Egremont li trova ed è l’unico che non sarebbero mai riusciti a ingannare. Con la morte della prima Mord-Sith, che sicuramente è stupefatta di trovarsi il vero Lord nel mondo sotterraneo, Malray scappa e le Mord-Sith e i soldati del generale vengono obbligati dallo spirito di Darken Rahl a non uccidere Walter, ma a incarcerarlo e a preservarne l’aspetto per un suo eventuale ritorno.
Nel presente, la serva che trattò bene il finto Rahl/Walter cerca di aiutarlo e in seguito lo fa fuggire, sentendo al palazzo delle Mord-Sith Garen, Egremont e Sorella Marianna parlare con Rahl evocato da quest’ultima sulla pergamena e sul suo ritorno in vita, con ovviamente il corpo di Walter, per aiutare a far vincere il Guardiano. Il gruppo di Richard viene attaccato dalle Sorelle dell’Oscurità e una di esse, Tyra, viene confessata. Quando loro e Walter con la serva si incontrano, appare Rahl che minaccia di distruggere la pergamena se tramite Tyra e Cara non lo riporteranno in vita nel corpo di Walter, poiché vuole vivere di nuovo. L’anima di Walter viene trasferita nel cadavere di un giovane soldato d’hariano e resuscitata. Per la consegna della pergamena, Kahlan ordina a Tyra di colpire Rahl, resuscitato, con un Dracha (a cautela), ma quando tornano al palazzo e mandano via Sorella Marianna dopo la consegna della pergamena l’uomo fa capire a Egremont e Garen di essere in pericolo. Quando vengono attaccati durante la consegna della pergamena a Richard, Tyra e i soldati e le guerriere di Rahl muoiono, compreso Egremont, durante i combattimenti, mentre Garen, Darken e Walter e la neofidanzata scappano dal gruppo di Richard in direzioni diverse.
Infine, Walter si fa riconoscere da Malray e gli dice di avere un bottino di soldi e una bella fidanzata e lo invita a stare insieme per divertirsi partendo con un carro a tre posti.

## Estinzione
- Titolo originale: Extinction
- Diretto da: Jesse Warn
- Scritto da: Nicki Paluga (soggetto); Chad Fiveash e James Stoteraux (sceneggiatura)

### Trama
Richard, Kahlan, Cara e Zedd partono per cercare un ciuffo notturno, una creaturina pacifica di enorme potere, così da poter leggere il contenuto della pergamena. Darken Rahl ordina ai suoi uomini di incendiare la foresta dove dimorano queste creature e nel contempo cattura l'ultimo ciuffo femmina gravido rimasto. Attraverso un ricatto riesce ad allearsi con Richard. Kahlan e Cara si dividono dal gruppo per permettere all'ultimo ciuffo di partorire.

## Eternità
- Titolo originale: Eternity
- Diretto da: Garth Maxwell
- Scritto da: Raf Green e Arika Lisanne Mittman

### Trama
Mentre Richard, Kahlan, Zedd e Cara si avviano alla valle dov’è nascosta la Pietra delle Lacrime, incontrano una Mord-Sith di nome Dahlia; lei era un’amica di infanzia di Cara, e lo fu anche durante la loro istruzione e tortura per diventare guerriere di Lord Rahl. Si scopre dalla donna che le Sorelle dell’Oscurità hanno rubato il figlio di Cara e di Darken Rahl. Al sapere questo, i suoi amici sono scandalizzati e Dahlia chiede a Cara di seguirla per ritrovare e istruire il prossimo Lord Rahl. Nonostante sia scettica e pensi che sia una trappola, Richard manda Zedd e Cara con Dahlia. Durante la notte, Richard e Kahlan rimangono da soli all’interno del campo di forza che separa la valle incantata dal mondo esterno, e pensano se avessero un figlio. Dopo un momento di debolezza, decidono saggiamente di non consumare il loro amore.
L’indomani, dopo delle prestazioni sessuali tra Cara e Dahlia, la prima e Zedd vengono attirati in una trappola, dove Dahlia colpisce Zedd con un Agiel e dopo un breve combattimento Cara viene tramortita dalle altre Mord-Sith e dalla stessa Dahlia. Richard e Kahlan raggiungono degli uomini e donne millenari al servizio del Creatore e con i quali notano che ci sono delle incongruenze tra loro sulla bussola e sulla vita all’esterno della valle; trovata la pietra, la bussola si spegne e Richard e Kahlan non riescono a tornare nel mondo esterno, rimanendo intrappolati.
Darken Rahl e Dahlia, sotto gli occhi delle altre Mord-Sith, rivelano a Cara che il primo ha fatto uccidere il loro bambino per evitare che gli usurpasse il trono, e che voleva attirare la donna tramite Dahlia, anch’essa d’accordo, per farla ritornare presso le sue sorelle Mord-Sith. Grazie alle Sorelle dell’Oscurità, che fanno un accordo con Darken Rahl (tramite Marianna che si convince che egli non abbia tradito il Guardiano), Cara si piega al loro volere: un potentissimo incantesimo delle maghe rende l’Agiel di Cara piena delle anime con cui ha torturato e ucciso numerose persone. Essa diventa potentissima e immune e indolore a tutti, tranne a lei. Nel giro di poco, deve uccidere Zedd come prova della sua fedeltà, ma tramortisce Darken e Dahlia e libera il mago anziano; i due scappano ma quando Richard, tramite un ragazzo, dà la pietra a Zedd per far riattivare la bussola e farli uscire dalla valle, quest’ultimo viene attaccato da Cara che ruba la pietra rivelandosi in realtà veramente alleata a Rahl e Dahlia, con cui aveva recitato “un’eccellente scena teatrale”.
Richard e Kahlan escono dalla valle, con una ragazza dei devoti al Creatore che si ricongiunge al ragazzo (di cui si era innamorata), e si ricongiungono a Zedd pronti a recuperare la pietra, fermare i nemici e ripotare Cara sulla loro strada benevola.

## Annullamento
- Titolo originale: Unbroken
- Diretto da: Michael Hurst
- Scritto da: Mike Sussman

### Trama
Darken Rahl, le Mord-Sith (comandate da lui, Cara e Dahlia) e le Sorelle dell’Oscurità (comandate da Sorella Marianna) si uniscono per distruggere la pietra vicino a uno squarcio, ma prima pregano per il Guardiano; in realtà è un agguato verso le Sorelle dell’Oscurità che vengono attaccate dalle Mord-Sith, colpite dunque con le Agiel e buttate tutte nello squarcio, decretando la loro morte, la sopravvivenza di Darken Rahl e la sua anti-fedeltà verso il Guardiano. Cara, Dahlia e un’altra loro sorella trovano e attaccano Richard, Kahlan e Zedd; il combattimento finisce con Cara che distrugge la bussola di Richard con l’Agiel e Dahlia che viene confessata da Kahlan, morendo poco dopo. Intanto Richard tramortisce Cara e la legano a un albero: Zedd scopre della potente magia di cui è succube e cerca di annullarla tramite un potente incantesimo.
Nel tentativo di farlo, Zedd lancia un controincantesimo. Purtroppo, i suoi effetti non sono quelli sperati: Zedd si trova in un mondo alternativo, un mondo in cui Richard comanda l’impero di D’Hara grazie al potere dell'Orden, Kahlan è incinta dopo le prime notti di nozze, Cara conduce una vita bucolica ed è madre di due figli e molti di coloro che sono morti sono ancora in vita, tra cui Leo che è tuttofare e si innamora di Cara. Lei infatti non è mai stata Mord-Sith; non guidando l’assalto dell’episodio finale della prima stagione ha permesso i secondi-extra per consentire l’unione dell’Orden alla Confessione, causando sia immunità che funzionalità a entrambe le magie. Darken Rahl, le Mord-Sith e il Terzo Battaglione furono gli unici a non accettare ovviamente il potere di Richard e quindi egli lo usò solo su di loro. 
Ma il Guardiano avverte Marianna del mondo alternativo in cui Baneling e squarci erano dovunque e lui stava vincendo. Decide così di darle un piano da attuare e la donna lascia con altre Sorelle dell’Oscurità il Palazzo dei Profeti e rapisce Jennsen, l’incontaminata dalla magia e sorellastra di Richard e Darken, dissanguandola e facendola successivamente morire: bevendo il suo sangue, Marianna e altre sue Sorelle superano le barriere magiche e separano gli scrigni dell’Orden. Subito dopo vengono recuperati e usati da Darken, la cui sottomissione a Richard è stata annullata così come quella delle Mord-Sith, che uccide Marianna e le sue Sorelle, che volevano distruggere gli Scrigni tramite la Spada della Verità per aprire uno squarcio come quello del mondo da cui viene Zedd. Darken ricambia dunque il potere sul fratello; Zedd e Kahlan fuggono dal Palazzo del Popolo, poco dopo conquistato da Darken, sott’ordine dei soldati fedeli normalmente. Il mago scopre che la chiave per ripristinare tutto è Cara e cerca di risistemare tutto come ha fatto all'inizio, ma le Mord-Sith comandate da Lord Rahl, tra cui Dahlia che è l’unica oltre Zedd a ricordarsi di Cara, uccidono quest’ultima e il Guardiano continua a tramare nella sua ombra per sovvertire la situazione.

## Lacrime
- Titolo originale: Tears
- Diretto da: Mark Beesley
- Scritto da: Ken Biller e Stephen Tolkin

### Trama
Zedd e Kahlan riescono a sopraffare le Mord-Sith e a ucciderle tutte tranne Dahlia; vista la morte di Cara, decidono di usare la stessa Dahlia come oggetto del nuovo incantesimo d’annullamento. L’incantesimo riesce e Zedd si ritrova a combattere contro i Baneling e vedendo Richard, Kahlan e soprattutto Cara in vesti e azioni quotidiane sorride e spiega loro tutto. Intanto Marianna li spia mentre vanno verso la destinazione. Darken Rahl si rilassa facendo un bagno; tutt’a un tratto al suo tempio arriva Nicci che uccide le sentinelle Mord-Sith. Darken fa dei complimenti ironici alla maga sulla sua entrata teatrale e lei afferma che sono molto comuni non servendo più il fastidioso Guardiano. Nicci dice a Darken che esiste ancora la profezia ma lui non se ne preoccupa conoscendo il fratello; dunque la donna, vista la sua arroganza, immagina che egli sappia dove sia Richard e cerca di farselo dire con la scusa di aiutarlo. Darken rifiuta ovviamente di farlo e Nicci fulmina l’acqua facendolo quasi bollire vivo e costringendolo a dirgli dove stia andando Richard: ai Pilastri della Creazione. 
Le Sorelle dell’Oscurità cercano di invocare il Guardiano e per avvisarlo Marianna uccide una delle Sorelle, che nel Mondo Sotterraneo avvisa il Guardiano dove sta andando il Cercatore. Vista l’incapacità delle Sorelle dell’Oscurità e soprattutto dei Baneling di ucciderlo, il Guardiano decide di occuparsene personalmente e apre uno squarcio, facendo dividere Richard da Kahlan, Cara e Zedd. Mentre questi ultimi cercano di raggirare lo squarcio, Richard scorge da lontano una cittadella, che si rivela deserta e abbandonata a seguito di un incendio. Il collerico Darken si fa curare dalle Mord-Sith e ordina loro di unirsi al gruppo del Cercatore, per vendicarsi di Nicci e fermarla e per evitare che Richard fallisca e il Guardiano vinca rendendoli tutti schiavi.
Richard ben presto scopre che la cittadella è stata sterminata dai Baneling e che l’unico sopravvissuto è l’impaurito Declan, un bambino. I due fanno presto amicizia ed egli afferma che tutta la sua famiglia è stata sterminata, cosa evidente per il Cercatore che lo porta in un luogo sicuro al caldo. Richard mostra la Pietra delle Lacrime a Declan dicendogli che l’indomani la metterà al suo posto riparando lo squarcio nel velo e sconfiggendo il Guardiano. Quando il Cercatore se ne va, le Sorelle dell’Oscurità guidate da Marianna giungono sul luogo e acclamano Declan, che rivela essere lo stesso Guardiano, che si è impossessato di un bambino conoscendo il nobile cuore di Richard verso i bambini e gli indifesi e la sua forza nel difenderli e proteggerli a costo della vita; dunque incarica le sorelle di assassinare la Madre Depositaria per scongiurare la seconda profezia. Declan raggiunge Richard e lo convince a poterlo seguire; dunque il ragazzo porta sulle sue spalle il “Guardiano”. Thea, una Sorella della Luce, avvisa Verna Sauventreen, vecchia amica di Richard, della nuova profezia sul Guardiano insieme a Richard. Nicci intanto è alla ricerca di Richard e trova però Kahlan, Cara e Zedd. Cerca di fulminarli con la magia ma Cara gliela respinge; però Kahlan, quando va dalla svenuta Nicci per confessarla, si ritrova confessata lei stessa. Infatti Nicci è riuscita ad assorbire parte del suo han e a ritorcerglielo: Cara e Zedd, immediatamente, scompaiono grazie a quest’ultimo, poiché Nicci ordina a Kahlan di uccidere la Mord-Sith. Verna e Thea incaricano l’ordine di monaci fedeli al Creatore, capeggiati da Fratello Joseph, di uccidere il bambino per salvare Richard e mettere fine alle malvagità del Guardiano. Cara e Zedd incontrano le Mord-Sith, sempre capeggiate da Garen, che chiedono loro di unirsi per salvare Darken dal suo precedente padrone, e il mago convince Cara a unirsi alle sue ex-consorelle evitando di scontrarsi contro di loro, magari perdendo vista la netta inferiorità numerica. Cara accetta e impone il suo comando sul gruppo, malmenando Garen e facendo ridacchiare Zedd.
Nicci e Kahlan arrivano alla cittadella e alla fedele Depositaria, a cui è rimasto ancora il potere della Confessione, Nicci rivela di voler iniziare una nuova razza procreando con Richard dopo lo sterminio del resto degli abitanti del mondo grazie al Guardiano. Kahlan, sempre rigorosamente sotto ordine della maga, prepara una miscela di vetri e l’altra donna la soffia magicamente facendola viaggiare nella steppa/deserto, arrivando agli occhi di Richard e accecandolo. Declan/il Guardiano usa la cecità del Cercatore per farsi dare la Pietra delle Lacrime, ma egli gli concede solo di guidarlo. Le Mord-Sith, Cara e Zedd arrivano alla cittadella e un monaco avvisa Nicci, che successivamente lo uccide, e Kahlan della profezia sul Guardiano. Le due donne si mobilitano subito, ma Nicci viene colpita da una freccia di Cara e le Mord-Sith la torturano. Nonostante Nicci sia prossima alla morte, va tutto contro l’effetto sperato: Garen e le sue tre sorelle vengono confessate da Kahlan, che incombe nella Furia del Sangue e ordina loro di uccidersi a vicenda. Nicci la incarica di prendere la Pietra delle Lacrime, che la resusciterà, e spira con una rabbiosa Kahlan che scappa via. Cara e Zedd vanno da lei credendola oramai tornata normale, ma è ancora sotto la Furia del Sangue (poiché confessata con i suoi stessi poteri) cercando di confessare i due amici (ma Zedd ferma la magia) e successivamente scappa. Cara cerca di ucciderla per fermare la Furia del Sangue e resuscitarla, ma non la colpisce temendo che non possa farla tornare in vita. Ciò ci fa capire che Cara, nonostante creda di essere vulnerabile, prova affetto, amicizia e fedeltà verso il gruppo e forza nel perseverare la vita, come ribadito da Zedd.
Richard ferma e assassina un monaco che voleva uccidere Declan, e i due arrivano poco dopo ai Pilastri. Improvvisamente Kahlan arriva a cavallo in preda alla Furia del Sangue e viene circondata dalle Sorelle dell’Oscurità. Inizia un combattimento con Kahlan che schiva i Dachra, e confessa alcune Sorelle, mentre Richard la aiuta combattendo anch’egli. Prima di farlo, ciecamente (in tutti i sensi), Richard affida la Pietra delle Lacrime a Declan. Il duo riesce a ucciderle tutte e l’ultima sorella arrivata, altri non è che la loro leader Marianna, viene poco dopo assassinata da Richard, che la trafigge con la Spada della Verità salvando Kahlan. Quest’ultima cerca di confessare Richard per farsi dare la pietra, ma vede Declan scendere nello squarcio e si infuria con Richard trafiggendolo al cuore col suo pugnale. Mentre questi muore, la donna si libera dalla Furia del Sangue e dall’obbedienza verso Nicci e si dispera dunque per aver ucciso il suo amato. In tempo arrivano Cara, che resuscita il Cercatore, e Zedd. Tutti si disperano per non poter più ricucire lo squarcio, ma Zedd afferma il contrario: le lacrime di Kahlan verso Richard, infatti, si sono solidificate in una nuova pietra. I quattro riescono in tempo a mettere la pietra al suo posto e il sole di mezzogiorno del solstizio d’estate ripara lo squarcio, mentre il Guardiano grida di rabbia per aver fallito nuovamente. Darken e le Mord-Sith catturano Nicci, resuscitata da una delle guerriere e i cui poteri vengono intrappolati da un Rad’Han, con il lord che decide di vendicarsi di lei facendole fare d’innanzitutto “un bel bagno caldo”. Zedd cura gli occhi di Richard e spiega che l’amore di Kahlan verso il nipote, e viceversa, è l’arma più potente che ci possa essere a questo mondo, motivo per cui sono riusciti a creare una nuova Pietra delle Lacrime. Dunque Richard e Kahlan, da veri innamorati e dopo tutte le vicissitudini che hanno superato, si scambiano un romantico bacio finale.